# Dead Heart in a Dead World
Dead Heart in a Dead World ist das vierte Studioalbum der US-amerikanischen Progressive/Thrash-Metal-Band Nevermore. Es wurde am 17. Oktober 2000 durch Century Media veröffentlicht.

## Entstehung und Stil
Dead Heart in a Dead World wurde erstmals mit Andy Sneap aufgenommen. Zum ersten Mal spielte Jeff Loomis die Gitarren komplett selbst ein. Eine weitere Neuerung war die Verwendung siebensaitiger Gitarren. Das Album entstand im Village Studio in Tornillo, nahe El Paso, Texas, bei Außentemperaturen über 40 Grad. Das Studio ist ein Hazienda-ähnliches Gebäude in der Wüste. Mit The Sound of Silence wurde ein Simon-and-Garfunkel-Klassiker musikalisch völlig neu in einer Progressive-Thrash-Version arrangiert, nur der Text blieb erhalten. The Heart Collector und Believe in Nothing sind Power-Balladen, auch Insignificant enthält ruhigere Passagen. Die Band wollte bewusst „etwas eingängiger“ werden. Warrel Dane orientierte sich mit dem Gesang zum Teil auch an alten Sanctuary-Songs.

„Schon der Albumtitel verrät, dass wir ’ne melancholische Truppe aus dem verregneten Seattle sind; aber solche Lyrics erwarten die Leute mittlerweile ja auch von uns.“

Im Nachhinein äußerte sich Loomis wie folgt über das Album:

„Dead Heart... ist mein persönlicher Favorit. Vor allem, weil ich im Studio so viel Spaß mit unserem damaligen Produzenten Andy Sneap hatte. Es gab eine fast schon magische Verbindung, und Dead Heart... ist auch soundmäßig der bisherige Höhepunkt unseres Schaffens. Außerdem ist auf der Platte meiner Meinung nach kein schwacher Song.“

## Rezeption
Boris Kaiser vom Rock Hard sprach vom „Meisterstück einer der begnadetsten Bands der Gegenwart“. Besonderen Anklang fanden bei ihm der Gitarrenklang, die Rhythmussektion sowie das Songwriting. Als Anspieltipps nannte er Evolution 169 und The Heart Collector und wertete mit neuneinhalb von zehn Punkten. Vincent Jeffries nannte Dead Heart in a Dead World das womöglich ausgereifteste Werk der Band. Er stellte The River Dragon Has Come und We Disintegrate als Beispiele für „Loomis’ dissonante, heruntergestimmte Grooves“ heraus. Die Wertung lag bei vier von fünf Sternen, zusätzlich wurde die Auszeichnung „AMG Album Pick“ vergeben.

## Titelliste
1. Narcosynthesis – 5:31
2. We Disintegrate – 5:11
3. Inside Four Walls – 4:39
4. Evolution 169 – 5:51
5. The River Dragon Has Come – 5:05
6. The Heart Collector – 5:55
7. Engines of Hate – 4:42
8. The Sound of Silence – 5:13 (Paul Simon)
9. Insignificant – 4:56
10. Believe in Nothing – 4:21
11. Dead Heart in a Dead World – 5:08
12. Next in Line (Bonus-Video-Stück)
13. What Tomorrow Knows (Bonus-Video-Stück)

Alle Stücke wurden von Loomis/Dane geschrieben, beim Titelsong war Jim Sheppard beteiligt.